# ويليام إدوارد وايت
ويليام إدوارد وايت (بالإنجليزية: William Edward White) هو لاعب كرة قاعدة أمريكي، ولد في 1 أكتوبر 1860 في ميلنر في الولايات المتحدة، وتوفي في 29 مارس 1937 في شيكاغو في الولايات المتحدة.

## وصلات خارجية
- ويليام إدوارد وايت على موقع دوري كرة القاعدة الرئيسي (الإنجليزية)
- ويليام إدوارد وايت على موقعبيزبول رفرنس.كوم (الدوري الرئيسي) (الإنجليزية)
- ويليام إدوارد وايت على موقع مشجعي الرسوم البيانية (الإنجليزية)